# Давани, Надин
Надин Давани (род. 20 апреля 1988) — иорданская тхэквондистка, участница Олимпийских игр 2004, 2008 и 2012 годов, знаменосец Иордании на Церемонии открытия летних Олимпийских игр 2012.

## Карьера
На Олимпиаде в 2004 году приняла участие в соревнованиях среди женщин в весовой категории свыше 67 кг. Победив в начале
Принцесс Дуду из Нигерии (12—9) и хорватку Наташу Везмар (5—4), уступила француженке Мириям Баверель (3—3+).
В полуфинале за третье место уступила венесуэльской тхэквондистке Адриане Кармоне (8—11).
На Олимпиаде в Пекине участвовала в соревнованиях среди женщин также в категории свыше 67 кг. В первом же круге уступила британской спортсменке Саре Стивенсон (2—3).
На Олимпиаде в 2012 году снова приняла участие в соревнованиях в весовой категории свыше 67 кг. В первом же круге уступила украинке Марине Коневой (13—18).